# A.C. Perch's Thehandel
A.C. Perch's Thehandel er en dansk tehandel i København grundlagt i 1835. Butikken er siden gået i arv igennem flere generationer. Efter år 2000 har Perch's også åbnet butikker i Aarhus, Oslo, Stockholm og Osaka samt åbnet en tesalon over butikken i Kronprinsensgade og en butik i Københavns Lufthavn.
A.C. Perch's Thehandel har været Kongelig Hofleverandør siden 2002.

## Historie
A.C. Perch's Thehandel blev grundlagt i april 1835 af handelsmanden Niels Brock Perch i Kronprinsensgade 5. Tehandelen blev opkaldt efter Niels Brocks tredjeældste søn, Alex Christian Perch. Forretningens mål var at tilbyde danskerne de bedste teer fra hele verden. Teen blev hentet direkte fra de skibe, der lagde til ved pakhuset med varer fra Østen.
Axel Christian Perch døde d. 31. marts 1882 og den loyale medarbejder Frantz Christoffer Kruse overtog og drev forretningen til 1893. Fra 1894 overtog Kruses gamle ven Adolp Rosaurus Hansen tehandelen, og han drev den videre. I 1927 døde han 73 år gammel og videregav forretningen til sin slægtning Ludvig Hincheldey og de to ansatte Marie Poulsen og Emilie Nielsen. 
Emilie Nielsen døde kort tid efter, mens Marie Poulsen var en del af forretningen i de næste 55 år; også de svære år under krigen. Ludvig Hincheldey forblev ugift som sin forgænger, A.C. Perch. Han viede sit liv til tehandelen og boede det meste af sit liv sammen med sin mor. Han blev blandt andet kendt for sine knækflipper, og selv om han var en stille slider, blev han efterhånden kendt i det indre København. Han fik i den grad modspil af Frogne Knudsen, der var ansat i tehandelen. 
Knudsen var helt anderledes fri og dameglad. De to herrer i tehandelen så ganske forskelligt på en situation. De yndige fruentimmere fik for eksempel ofte en ganske anseelig rabat af Frogne Knudsen - en praksis som var Ludvig Hincheldey meget fjern. De var dog begge meget passionerede for teen, og de solgte ikke til kunder, hvis de fornemmede, at den ikke ville blive behandlet med respekt.[kilde mangler]
Den 9. november 2006 åbnede Perch's et Tea Room på etagen over forretningen, hvor der severes alle former for te og enkelte andre drikke, men naturligvis ikke kaffe. I september 2024 lukkede tesalonen over butikken i Kronprinsensgade 5 for i stedet at rykke ind i nye lokaler i gadeplan i Kronprinsensgade 7.
11. november 2006 åbnede en franchise-forretning i Tokyo.
I 2013 åbnede man en forretning i Latinerkvarteret i Aarhus, og i november 2014 åbnede man en forretning i Steen & Strøms Food Court i Oslo, Norge.